# Rick Hunter
Pour les articles homonymes, voir Hunter.
 (février 2016).
Si vous disposez d'ouvrages ou d'articles de référence ou si vous connaissez des sites web de qualité traitant du thème abordé ici, merci de compléter l'article en donnant les références utiles à sa vérifiabilité et en les liant à la section « Notes et références ».
Rick Hunter ou Rick Hunter, inspecteur choc (Hunter) est une série télévisée américaine diffusée entre 18 septembre 1984 et le 26 avril 1991 sur le réseau NBC. La série est composée d'un épisode pilote de 90 minutes, de 153 épisodes de 42 minutes, et de trois téléfilms. Il existe également une version de 2003 composée de 5 épisodes. Elle est créée par Frank Lupo. 
En France, la série est diffusée à partir du 7 janvier 1988 sur TF1 : tout d'abord le jeudi en deuxième - voire troisième - partie de soirée, puis le dimanche en début d'après-midi. Après de nombreuses rediffusions, notamment sur TMC et RTL9, Rick Hunter est disponible sur la plateforme TF1+ depuis le 16 mai 2025.

## Synopsis
Inspecteur à la police criminelle de Los Angeles, Rick Hunter est un homme d'action, prêt à dégainer et peu soumis à sa hiérarchie. Secondé par Dee Dee McCall qui partage son goût du franc-parler, il épuise plusieurs de ses supérieurs avant de trouver en Charlie Devane un soutien et un ami. 
Entre-temps, il apprend à être plus raisonnable, tout en restant un dur à cuire. Sa relation avec la sergente Dee Dee McCall ne dépasse jamais le cadre professionnel. À eux deux, ils forment une équipe unique et soudée pour résoudre les affaires de la police locale.
Après six années de présence dans la série, McCall quitte la police. Elle est remplacée par Joanne Molenski, puis par Chris Novak.

## Distribution
- Fred Dryer (VF : Yves Rénier)[3] : le sergent puis inspecteur puis lieutenant Rick Hunter (principal, saisons 1 à 7)
- Stepfanie Kramer (VF : Annie Balestra) : sergent Dee Dee McCall (principale, saisons 1 à 6)
- Michael Cavanaugh (en) (VF : Hervé Jolly) : capitaine Lester D. Cain (pilote seulement)
- Arthur Rosenberg : capitaine Lester D. Cain (récurrent, saisons 1 à 4)
- Charles Hallahan (VF : Robert Darmel) : capitaine Charles Devane (récurrent puis principal, saisons 3 à 7)[4]
- James Whitmore Jr. (VF : Jacques Ciron) : sergent Bernie Terwilliger (récurrent, saisons 1 à 3)
- Bruce Davison : capitaine Wyler (récurrent, saison 2)
- John Amos (VF : Jean Violette) : capitaine Dolan (récurrent, saison 1)
- Darlanne Fluegel : officier Joanne Molenski (saison 7)
- Lauren Lane : inspectrice Chris Novak (saison 7)
- Joe Bucci : officier Righetti
- Garrett Morris : Sporty James
- Ronald William Lawrence : Dorsey
- Don Edmonds (de) : Ron Rayford
- Paul Mantee : commandant Clayton
- Anthony Winters : Ossie Dunbar
- Gary Crosby : Smitty

## Autour de la série
(septembre 2016).

### Début difficile (Saison 1)
D'abord diffusée aux Etats-Unis le vendredi soir en concurrence direct avec Dallas, la série trouve difficilement un public et reçoit des critiques pour sa représentation de la violence, jugée trop visible. 
Durant la première saison, le personnage principal se voit attribuer une réplique devenant rapidement une signature: «Ca marche pour moi». Réplique qui reviendra dans chaque épisode ainsi qu'à la fin du générique. La musique de cette dernière a été écrite par Mike Post et Pete Carpenter. Plusieurs épisodes du début de cette première saison commencent par des chansons des années 1960, 1970 et 1980.
Au milieu de cette saison, les audiences ne montrant aucun signe d'amélioration[réf. nécessaire], Stephen J. Cannell donne au chef de la chaîne Brandon Tartikoff une projection privée d'un épisode en deux parties (La Reine des neiges) qui n'avait pas encore été diffusé et lui demande de donner à la série une chance de trouver ses marques. Brandon Tartikoff aime l'épisode et met la série en pause, le temps qu'une meilleure heure de diffusion puisse être trouvée. Deux mois plus tard, Rick Hunter est de retour sur les écrans le samedi soir et l'audience commence alors à augmenter doucement. La première saison termine à la 79e place de l'Échelle de Nielsen.[réf. nécessaire]

### Succès croissant et pilier du samedi soir (Saison 2 à 6)
Pour la seconde saison de Rick Hunter, Stephen J. Cannell demande à son mentor, Roy Huggins, de peaufiner la série. En tant que nouveau producteur exécutif, Roy Huggins réduit la présence de la violence, rend le personnage principal plus souple dans ses relations avec ses supérieurs et, en second plan, développe l'histoire de la famille de Rick Hunter, qui est liée à la mafia. Il joue sur la dynamique entre Rick Hunter et Dee Dee McCall. Alors que dans la saison 1, Hunter et McCall enquêtent le plus souvent dans des bas-quartiers, Roy Huggins fait en sorte que les épisodes se déroulent dans des quartiers plus accueillants de Los Angeles.[réf. nécessaire] Encouragé, Fred Dryer et Stepfanie Kramer ont fréquemment improvisé au cours de cette seconde saison,[réf. nécessaire] et Hunter brise le quatrième mur pour la première fois avec un commentaire adressé directement au téléspectateur à la fin de l'épisode en deux parties La Belle et le Mort. Les téléspectateurs sont satisfaits de tous les changements apportés à la série, et la seconde saison obtient la 38e place de l'Échelle de Nielsen.[réf. nécessaire] La série continue sur sa lancée pour devenir un pilier de la soirée du samedi soir de la chaîne NBC.[réf. nécessaire]
La série va connaître un succès constant durant quatre saisons. La nouveauté durant ces saisons est l'adaptation de romans policiers ou de faits divers réels par les scénaristes[réf. nécessaire]. Alors que rien ne le prévoyait, l'actrice principale Stepfanie Kramer annonce son départ. Lassée du rôle et voulant à la fois fonder une famille et relancer sa carrière dans la chanson, elle change de vie en s'éloignant des studios et de la vie hollywoodienne.

### Changement et fin de la série (saison 7)
Des changements au niveau de la production comme des scénaristes se font au cours de cette saison. Un nouveau personnage et partenaire est choisi pour seconder Rick Hunter : l'officier Joanne Molenski. Son interprète Darlanne Fluegel remplace donc Stepfanie Kramer mais l'accueil public est désastreux[réf. nécessaire] d'autant que les rapports entre les deux comédiens ne sont pas des plus cordiaux sur le plateau. Fred Dryer, qui est aussi producteur exécutif, va prendre une décision radicale et remplace l'actrice par une autre comédienne : Lauren Lane. Cette dernière incarne l'inspecteur Chris Novak, maman d'une petite fille. La série est arrêtée le 26 avril 1991 après plus de 150 épisodes.

### Téléfilm réunion (1995)
Après un hiatus de quatre ans, les producteurs Stu Segall, Frank Lupo et Stephen J. Cannell décident de produire un téléfilm qui devait réunir les acteurs principaux de la série, Fred Dryer et Charles Hallahan. Le succès d'audience est au rendez-vous. Les deux comédiens, qui ont aussi des projets de leurs côtés respectifs, vont laisser en suspens un éventuel projet de série dérivée. Seule absente de ce retour, Stepfanie Kramer pour cause de maternité.

### Pause et retour de la série (2002 - 2003)
Malgré tout, sept ans passent et un nouveau téléfilm est annoncé et diffusé en novembre 2002 sur NBC, avec une très forte promotion publicitaire : Kramer reprend son rôle de policière avec son ami Dryer. Les indices d'écoute sont probants et un éventuel retour est envisagé. Un téléfilm pilote est mis à l'antenne en avril 2003. Les audiences sont correctes, cinq épisodes sont produits pour cette première saison mais seulement trois sont diffusés. La chaîne décide d'annuler ce revival de Hunter. Selon les propos officiels de Fred Dryer, des problèmes de budgets étaient à l'origine de l'annulation.

## Récompenses
- Stuntman Award 1986 : Meilleures cascades automobiles pour Terry Jackson et Russell Solberg[9].
- BMI TV Music Award 1989 pour Mike Post et Peter Carpenter[9].

## DVD
- États-Unis :

L'intégralité des épisodes est disponible en coffret 28 DVD en Zone 1 chez Mill Creek Entertainment depuis le 27 juillet 2010 uniquement en version originale sans sous-titres et sans suppléments.
- France :

Editeur Éléphant Film, : Les 7 saisons sortiront en DVD.
- Saison 1 - Volume 1 (10 épisodes sur 4 DVD) Sorti le 26 avril 2022
- Saison 1 - Volume 2 (9 épisodes sur 3 DVD) Sorti le 30 août 2022
- Saison 2 - Volume 1 (12 épisodes sur 4 DVD) Sorti le 24 janvier 2023
- Saison 2 - Volume 2 (11 épisodes sur 4 DVD) Annoncé pour le 25 avril 2023